# Eleutherocarpida
Sous-ordre
Synonymes
- Eleutherocarpida[2]
- ordre Stauromedusae (préféré par NCBI)[2]

Les Eleutherocarpida sont un sous-ordre de stauroméduses de la classe Staurozoa. 

## Taxonomie
Pour le WoRMS, le taxon Eleutherocarpida est invalide et lui préfère Stauromedusae Haeckel, 1879.

## Liste de famille
Selon World Register of Marine Species (24 janvier 2019) :
- famille Craterolophidae Uchida, 1929
- famille Haliclystidae Haeckel, 1879
- famille Kishinouyeidae Uchida, 1929
- famille Kyopodiidae Larson, 1988
- famille Lipkeidae Vogt, 1887
- famille Lucernariidae Johnston, 1847